# Donga, Benin
Donga är ett av Benins tolv departement, och omfattar ett område i den västra delen av landet  med gräns mot Togo, 300 km norr om huvudstaden Porto-Novo. Den administrativa huvudorten är Djougou. Befolkningen uppgick till 543 130 invånare vid folkräkningen 2013, på en yta av 11 126 km². Donga bildades 1999 från att tidigare varit en del av Atacora. Benins högsta punkt, Mont Sokbaro (658 m ö.h.), är belägen på gränsen mellan Donga och Togo. Arean är 11 126 kvadratkilometer. Donga gränsar till departementen Atacora, Borgou och Collines.

## Administrativ indelning
Departementet är indelat i fyra kommuner:
- Bassila
- Djougou
- Kopargo
- Ouake